# ジャン1世 (オーヴェルニュ伯)
ジャン1世（Jean Ier d'Auvergne, ? - 1386年3月24日）は、フランスのオーヴェルニュ伯およびブローニュ伯（1361年 - 1386年）。ロベール7世伯とその2番目の妻マリー・ド・ダンピエールの間の次男。

## 生涯
異母兄のギヨーム12世が父の後継ぎとなったため、モンフォール伯領を相続した。1360年に姪の女伯ジャンヌ1世が、翌1361年にジャンヌの一人息子フィリップ・ド・ルーヴルが相次いで亡くなると、オーヴェルニュとブローニュを相続した。ジャン1世はマンザ郊外のル・ブーシュ（Le Bouchet）に埋葬された。
1328年、ブルボン公ルイ1世の弟シャロレー領主ジャン・ド・シャロレーの娘ジャンヌ・ド・クレルモン（1383年没）と結婚し、1男2女の計3人の子女をもうけた。
- ジャン2世（1404年没） - オーヴェルニュ伯
- ジャンヌ（1373年） - 1371年、オーヴェルニュのドーファン・ベロー2世（フランス語版）と結婚
- マリー（1388年没） - 1375年、テュレンヌ子爵レーモン・ド・テュレンヌ（フランス語版）と結婚